# London Academy of Music and Dramatic Art

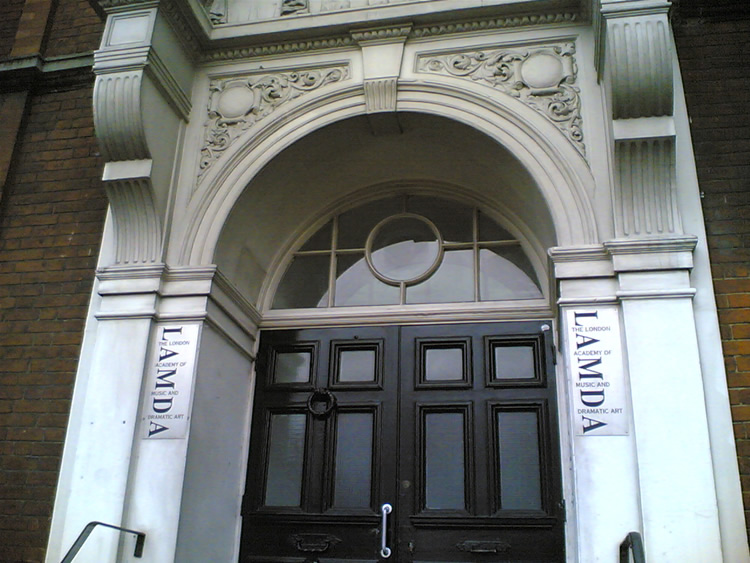
Ingresso del LAMDA.

La London Academy of Music and Dramatic Art (LAMDA) è una scuola di recitazione situata a ovest di Londra, fondata nel 1861 da Henry Wylde.

## Descrizione
Attualmente il presidente del LAMDA è Benedict Cumberbatch, succeduto a Timothy West nel 2018.
Dal 2003, il LAMDA ha sede in un edificio nei pressi di Hammersmith, precedentemente utilizzato dalla Royal Ballet School. La scuola fa parte del conservatorio nazionale di danza e teatro, ha un vasto programma di recitazione su base teatrale con corsi e workshop, inoltre offre corsi per registi ed insegnanti di recitazione.